# Litoria verreauxii
Litoria verreauxii es una especie de anfibio anuro de la familia Pelodryadidae.

## Distribución geográfica

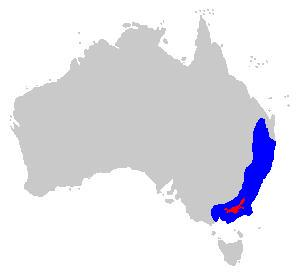
Rango de Litoria verreauxii. En azul Litoria verreauxii verreauxii, en rojo Litoria verreauxii alpina.

Esta especie es endémica del este de Australia. Su rango varía según la subespecie en cuestión.

## Lista de subespecies
Según Watson, Loftus-Hills & Littlejohn, 1971, se pueden reconocer dos subespecies:
- Litoria verreauxii verreauxii (Dumeril, 1853), habita en el sureste de Queensland, en el medio de las mesetas septentrionales de Nueva Gales del Sur y las costas centrales y meridionales de Nueva Gales del Sur. También está presente en el este de Victoria. El área de distribución de esta subespecie es de aproximadamente 236,400 km². Está presente hasta 800 m de altitud;
- Litoria verreauxii alpina (Fry, 1915) habita solo en los Alpes australianos en el sureste de Australia, cubriendo un área de alrededor de 3,200 km².

## Descripción
Los machos de Litoria verreauxii verreauxii miden de 27 a 36 mm y las hembras de 32 a 36 mm. Los machos de Litoria verreauxii alpina miden de 31 a 33 mm y las hembras de 31 a 34 mm.

## Etimología
Esta especie lleva el nombre en honor a Jules Verreaux. La subespecie se nombra en referencia al lugar de su descubrimiento, los Alpes Australianos.

## Publicaciones originales
- Duméril, 1853 : Mémoire sur les Batraciens anoures de la famille des Hylaeformes ou Rainettes, comprenant la description d'un genre nouveau et de onze espèces nouvelles. Annales Des Sciences Naturelles, sér. 3, vol. 19, p. 135-179[5]
- Fry, 1915 : Herpetological notes. Proceedings of the Royal Society of Queensland, vol. 27, p. 60–95